# 美國恐怖故事：1984
《美國恐怖故事：1984》為美國電視劇《美國恐怖故事》第九季。

## 演員

### 主要角色
- 艾瑪·羅勃茲 飾演 布魯克·湯普森(Brooke Thompson)

一名單純天真，打算就讀獸醫系的女孩。在遭到理察·拉米雷茲襲擊後與她在健身房認識的朋友們前往紅木夏令營，未知成為另一殺手叮噹先生的目標。1983年原本想與未婚夫喬伊·卡瓦諾結婚，但喬伊懷疑她與自己的朋友山姆偷情而在禮堂開槍殺害山姆與她的父親後自殺，讓她產生了難以抹滅的心理創傷，之後遇見變成鬼魂的雷，兩人在餐廳發生關係，看見冰箱裡有雷的頭，嚇得跑回宿舍，和蒙塔娜重聚，黎明前20分鐘，正面與蒙塔娜攤牌，最終黎明降臨，殺死蒙塔娜後被前來紅木營的孩子們看見，被警方當成瘋子逮捕，1989年過三審被判死刑，在監獄看見被陷害的理查德，拒絕臣服撒旦的邀請，死刑日，在瑪格莉特和崔佛的注視下被注射毒藥，隨後被偽裝警察的唐娜復活，雖然質疑唐娜的作為，但在唐娜的照顧下慢慢康復而信任她，看見瑪格莉特舉辦音樂節的報導堅持回到紅木營，在前往營地時遇見了公路殺手，兩人合力將殺手制服並綁在電線桿後前往紅木營。回到紅木營後發現瀕死的崔佛，將其托進營地讓其成為營地眾鬼之一，成為了蒙塔娜改過向善的契機。在小木屋中埋伏瑪格莉特，在扭打過程中遭其槍傷，但在雷的幫助下止血並成功活著離開營地並被送醫。出院後她展開了新人生，與一名醫生結婚並育有一對兒女。曾經試圖以電話聯絡唐娜但因在營地的創傷經歷而總是掛掉，而她為了證明在離開營地後的人能夠活出新人生，而長年匿名寄送支票給小鮑比。2019年因小鮑比的來訪而與唐娜重聚。
- 比莉·盧德 飾演 蒙塔娜·杜克(Montana Duke)

布魯克在健身房認識的朋友，對她有好感。實際上是理察·拉米雷茲的愛人，山姆的妹妹，不滿哥哥身亡，罪魁禍首布魯克卻毫髮無傷而意圖殺害布魯克，黎明前20分鐘，正面和布魯克攤牌，最終黎明降臨，刺傷布魯克後被反殺，導致來到紅木營的孩子們親眼目睹布魯克殺人，死後變成鬼魂困在紅木營，以殺人為樂，1989年依舊被困在紅木營，與賽維爾成為情人，看見布魯克被判死刑的報導興奮不已，在得知成名的瑪格莉特即將再度回到紅木營，打算讓她付出代價，使喚營地的眾鬼魂不可在音樂節前殺人。在瑪格莉特等人回到營地後知曉了拉米雷茲更加激烈的惡行而陷入自我厭惡，更因其他鬼知曉是她把拉米雷茲引來營地而遭到群鬼責難。後來與崔佛發展成情侶關係，在1989年萬聖節看到布魯克拯救崔佛後決心改過向善並與眾鬼合作解決布魯斯與瑪格莉特，更將拉米雷茲困在營地30年之久。2019年，在小鮑比來訪營地後告知其真相並引導他找到唐娜和布魯克，小鮑比第二次返回營地後與眾鬼合作困住拉米雷茲，並叮囑小鮑比要將她們的鬼故事流傳下去。
- 萊絲莉·葛羅斯曼 飾演 瑪格莉特·布斯(Margaret Booth)

1970年叮噹先生在紅木夏令營大屠殺的唯一生還者，左耳遭其砍下。現在成為紅木夏令營的主人，意圖重新開張夏令營讓自己不再受過往夢魘折磨，看著叮噹先生送給自己的護身符，回想起1970年，要求叮噹先生為了她，將其他輔導員都殺害，但叮噹先生猶豫不決，瑪格莉特選擇親自動手，並嫁禍給叮噹先生，回想完後遇到叮噹先生時開槍打傷了他，再將趕來支援的崔佛殺死，想嫁禍給叮噹先生，沒過多久，二次遇到叮噹先生，被賽維爾救下，之後殺了賽維爾，最終黎明降臨，看著到來的警察，她偷偷刺傷自己，嫁禍給被警方逮捕的布魯克，1985年成為地產大亨並包養崔佛，1989年得知紅木營慘案連連，為了炒話題再度回到紅木營，看見紅木營狼藉的模樣，更加覺得音樂節辦不成。在發現卡加咕咕合唱團在被殺害後成為鬼魂，她決定血洗音樂祭並與拉米雷茲及布魯斯結盟，未料到布魯斯與拉米雷茲先後被眾鬼解決，遭到唐娜與布魯克埋伏後被眾鬼拖出去砍掉四肢，接著遭蒙塔娜斬首後她的肢體被送入破碎機絞碎並射出營地外，但因其在營地內死亡而成為鬼魂。2019年意圖殺害來訪的小鮑比，但在班傑明、拉薇妮亞與營地眾鬼的干預下失敗。
- 科迪·費恩 飾演 賽維爾·普林頓(Xavier Plympton)

布魯克在健身房認識的朋友，臉被燙傷後，又被迫殺死柏蒂，在看見瑪格莉特被攻擊時出手相救，射殺叮噹先生後，跑去關心瑪格莉特，卻遭其殺害，耳朵被割下，最終黎明降臨，死後變成鬼魂被困在營地，以殺人為樂，1989年依舊被困在紅木營，與蒙塔娜成為情人，經常被白衣女鬼嚇到，得知女鬼的所在地。在知曉蒙塔娜是將拉米雷茲帶來營地的罪魁禍首後與其分手。之後與營地眾鬼合作殺死瑪格莉特，並看守拉米雷茲長達30年。
- 馬修·莫里森 飾演 崔佛·克許納(Trevor Kirchner)

紅木夏令營的活動指導，在跑去關心瑪格莉特時，看見倒地的叮噹先生，興奮不已，卻不料下一秒，瑪格莉特卻將大刀刺進身體，最終耳朵遭其割下，但並沒有立刻死去，1985年和瑪格莉特交換條件讓瑪格莉特包養自己，1989年和瑪格莉特再度回到紅木營，回到紅木營時遇見了成為鬼魂的蒙塔娜，並發生關係。在聽到寇特尼說卡加咕咕合唱團的團員死亡後意圖防止瑪格莉特的大屠殺，將來訪的藝人與遊客以各種理由要求其掉頭，因此被不滿的瑪格莉特開槍殺害，瀕死前在布魯克的協助之下回到營地才死亡，成為營地眾鬼之一並與蒙塔娜互相廝守。其後與營地眾鬼合作先後解決布魯斯與瑪格莉特，並為守護小鮑比而看守了拉米雷茲30年之久。小鮑比來訪營地後與蒙塔娜向其說明一切真相，並從先後從拉米雷茲與瑪格莉特手中保護小鮑比離開營地。
- 蓋斯·柯沃西 飾演 柴特·克蘭西(Chet Clancy)

布魯克在健身房認識的朋友，在和瑪格莉特前往救援時，遭其擊暈，但卻保持清醒，被瑪格莉特強行割下耳朵後，遭其推入水中，1989年看見瑪格莉特在紅木營的記者會，想當場殺了她，卻被蒙塔娜阻止，並被告知往後還有更多機會，經常被白衣女鬼嚇到。與眾鬼合作殺害瑪格莉特後輪班看守拉米雷茲長達30年，2019年時因其疏忽而讓拉米雷茲一時逃跑，但隨後趕上並再度殺死拉米雷茲。
- 約翰·卡羅·林區 飾演 班傑明·瑞克特／叮噹先生(Benjamin Richter / Mr.Jingles)

越戰退役軍人，嗜殺的反社會人格者，1948年，因自己的疏忽導致弟弟死於金星營地，兩人的廚師媽媽因此怨恨輔導員，在夜晚時殘忍的殺了眾輔導員，在追殺班傑明時不小心被反殺，成為營地的詛咒始源，1970年在紅木夏令營進行大屠殺後被關入精神病院，但在1984年在唐娜的協助下逃出並回到紅木夏令營，隨後被瑪格莉特告知自己一直以來都是代罪羔羊，而漸漸軟了心，再次遇見瑪格莉特時，被賽維爾中箭，在面臨死亡時，收到夜行者一同臣服於撒旦的邀請，最終黎明降臨，與理查開著警車離開紅木營，並前往洛杉磯，1985年成為理查的助手，但漸漸不喜歡他的作風，最終出賣了他，1989年在阿拉斯加落地生根，當著錄影帶行員工低調的過日子，過不久妻子羅琳被理查謀殺，把自己的兒子託付給妻子妹妹後根據指示重返紅木營，回到紅木營時，遇見了許多鬼魂，在賽維爾的帶領下來到亡母拉薇妮亞的所在地，媽媽毫不猶豫的向他坦承是她慫恿瑪格莉特殺人的，只為了看見班傑明痛苦的模樣，在湖邊磨刀時遇見了媽媽，拉薇妮亞提醒他唯有殺了自己，才能無限復活與夜行者大戰。2019年在小鮑比來訪營地後從瑪格莉特手中保護了他，護送小鮑比離開營地後與其永別。
- 安潔莉卡·羅斯 飾演 麗塔／唐娜·錢伯斯(Rita / Donna Chambers)

研讀心理學的博士生，為了研究殺人犯的行為模式而放出叮噹先生，並綁架真正的麗塔來到紅木夏令營自稱麗塔作為護士活動，1980年目睹爸爸殺害無辜婦人後自殺，立志研究犯罪心理學，放出叮噹先生後，意識到自己的錯誤，在塞維爾的追殺下，遇見叮噹先生，並請求叮噹先生殺害自己，卻遭到拒絕，1989年偽裝成警察潛入監獄將布魯克復活。意圖讓布魯克活出新人生，但在布魯克堅持下兩人回到營地向瑪格莉特復仇。攻擊瑪格莉特未果，在看到布魯克被瑪格莉特槍傷後開門讓營地眾鬼將瑪格莉特拖出去處決。2019年成為精神病院的醫療主任，隨著小鮑比的來訪而找到依然在世的布魯克並重聚。
- 柴克·維拉 飾演 理察·拉米雷茲(Richard Ramirez)

信奉撒旦主義的連環殺手，別稱「夜行者」。對布魯克行兇尾未遂而追著她來到紅木夏令營。在和叮噹先生的對決中，後腦勺被刺入樹枝，卻被撒旦復活，最終黎明降臨，和叮噹先生離開紅木營，並前往洛杉磯，1985年讓叮噹先生成為自己的助手，卻遭其出賣，1989年在監獄遇見布魯克，邀請她一起臣服於撒旦，卻遭拒絕，在布魯克執行死刑時，操控警衛替他開門，逃獄後殺害叮噹先生妻子，給出指示讓叮噹先生前往紅木營。回到營地後與瑪格莉特、布魯斯結盟意圖血洗音樂祭，但卻被蒙塔娜誘騙至營地小屋中被眾鬼殺害，為了應對死後不斷復活的他，鬼魂們以輪班方式以各種殘忍的方式在30年來不斷殺死他。2019年，柏蒂與柴特在當班時親熱而忽略了職守，使他逃出小屋追殺小鮑比，但隨後被營地眾鬼們阻止被拖回小屋殺害。

### 常設角色
- 狄隆·霍頓 飾演 雷·鮑威爾(Ray Powell)

布魯克在健身房認識的朋友，在兄弟會迎新意外害死學弟，為了避禍而來到紅木夏令營。在遭遇兩個殺人魔後企圖逃走而騎著崔佛的機車離開，但遭埋伏在草叢中叮噹先生斬首身亡，死後變成鬼魂遊蕩在紅木營，遇見了布魯克，兩人發生關係後，布魯克發現自己的頭在冰箱裡而嚇得跑走，最終黎明降臨，被警方發現並坐上救護車企圖離開紅木營卻失敗，試著讓自己接受自己被殺的事實，1989年，不滿蒙塔娜殺人的作風，不再幫他們處理屍體，導致紅木營再度成為話題。1989年萬聖節與眾鬼合作殺死瑪格莉特， 接著發現奄奄一息的布魯克，為其消毒並止血後將其送到營地外並報警拯救了她的命。直至2019年在營地與營地眾鬼合作輪班殺死拉米雷茲，並從拉米雷茲手中保護小鮑比。
- 艾罕·畢羅 飾演 潔美(Jamie)

- 塔拉·卡西恩 飾演 柏蒂主廚(Chef Bertie)

為了救下賽維爾，被叮噹先生殺害。死後成為營地眾鬼之一，輪班殺死拉米雷茲。2019年時因其疏忽而讓拉米雷茲一時逃跑，但隨後趕上並再度殺死拉米雷茲。
- 艾許琳·麥肯錫 飾演 黛博拉(Debrah)

- 奧拉·布雷迪 飾演 凱倫·哈潑醫生(Dr. Karen Hopple)

- 卡莉娜·科多娃

- 莉莉·拉貝 飾演 拉薇妮亞·瑞克特/白衣女鬼(Lavinia Richter/The lady of the white)

班傑明和鮑比的媽媽，1948年金星營地的廚師，怨恨營地的眾人沒有即時救下被船隻擊斃的兒子鮑比，在夜晚時殺了眾輔導員，隨後卻被大兒子班傑明反殺，成為營地的詛咒始源。在知曉班傑明為自己的兒子的犧牲奉獻，與他和解。2019年在小鮑比遭到瑪格莉特追殺時出面干涉，使小鮑比逃出生天。
- 迪倫·麥狄蒙 飾演 布魯斯(Bruce)

在溜冰場邂逅唐娜和布魯克，搭上兩人的車後口出怪言，實為公路殺手，撞暈布魯克與唐娜後，逼迫布魯克拖死唐娜，卻被反擊，最終遭綁在路邊被割掉大拇指。之後在一名直銷員工的幫助下離開，殺害直銷員工後來到營地並與拉米雷茲、瑪格莉特結盟意圖血洗音樂祭，但卻遭到眾鬼干預，被崔佛一刀砍中頸動脈並被丟到營地外才死亡。
- 芬恩·維特羅克 飾演 小鮑比·瑞克特(Bobby Richter Jr.)

班傑明與羅琳的兒子。在母親被拉米雷茲殺死後成為下一個屠殺目標，使得班傑明留在營地與拉米雷茲大戰。2019年長大成人，在扶養他的阿姨解釋真相後對自己的出身感到疑惑而來到紅木夏令營尋找答案，遇上蒙塔娜與崔佛等鬼魂向他告知真相並受群鬼保護下前往唐娜任職的精神病院找唐娜，其後與唐娜前往布魯克的現居地並對其長年以來寄支票讓他生活無虞進行致謝。拜訪完布魯克後由於想要再見父親一面回到紅木夏令營，意外掉入瑪格莉特的陷阱，即將遭其殺害前因班傑明與拉薇妮亞的干預而獲救。在答應蒙塔娜會將營地眾鬼的鬼故事傳頌給後人之後，與自己的家人永別並離開營地。

## 劇集
| 總集數 | 集數 （季） | 標題                       | 導演               | 編劇                        | 首播日期       | 製作 代碼 | 美國收視人數 （百萬） |
| ------ | ----------- | -------------------------- | ------------------ | --------------------------- | -------------- | --------- | --------------------- |
| 95     | 1           | 紅木營 Camp Redwood        | 布拉德利·比克爾    | 萊恩·墨菲 & 布拉德·法爾查克 | 2019年9月18日  | 9ATS01    | 2.13                  |
| 96     | 2           | 叮噹先生 Mr. Jingles       | 約翰·J·格雷        | 蒂姆·邁尼爾                 | 2019年9月25日  | 9ATS02    | 1.49                  |
| 97     | 3           | 斬舞 Slashdance            | 瑪麗·威格莫（Mary Wigmore）    | 黃毅瑜                      | 2019年10月2日  | 9ATS03    | 1.34                  |
| 98     | 4           | 真兇們 True Killers        | 詹妮弗·林奇        | 傑·比蒂（Jay Beattie）                 | 2019年10月9日  | 9ATS04    | 1.29                  |
| 99     | 5           | 赤色黎明 Red Dawn          | 格温妮丝·霍德-佩顿 | 丹·德沃金                   | 2019年10月16日 | 9ATS05    | 1.09                  |
| 100    | 6           | 劇集100 Episode 100        | 朗尼·佩里斯蒂爾    | 萊恩·墨菲 & 布拉德·法爾查克 | 2019年10月23日 | 9ATS06    | 1.35                  |
| 101    | 7           | 白衣女鬼 The Lady in White | 丽兹·弗里德兰德    | 约翰·J·格雷                 | 2019年10月30日 | 9ATS07    | 1.05                  |
| 102    | 8           | 死無全尸 Rest in Pieces    | 格温妮丝·霍德-佩顿 | 亚当·潘（Adam Penn）                 | 2019年11月6日  | 9ATS08    | 1.05                  |
| 103    | 9           | 幸存女孩 Final Girl        | 约翰·J·格雷        | 克麗絲托·劉                 | 2019年11月13日 | 9ATS09    | 1.08                  |

## 製作
2017年1月12日，FX預訂《美國恐怖故事》至第九季，計劃於2019年播出。2019年2月6日，艾瑪·羅勃茲確認回歸出演，蓋斯·柯沃西將出演第九季。4月2日，出演了此前八季的伊凡·彼得斯宣佈不再出演第九季。4月10日，節目主創萊恩·墨菲公佈第九季副標題為《1984》。

## 反響

### 評價
《美國恐怖故事》第九季《1984》獲得了正面好評。爛番茄給出了94%的新鮮度，8.97/10分。
| 《{{{title}}}》（2019年）：烂番茄追踪到的所有评论家的评论中，正面评论占比 |                                                              |
|                                                                           | 由于已知的技术原因，图表暂时不可用。带来不便，我们深表歉意。 |

### 收視
| 序 | 標題              | 播出日期       | 收視率 （18–49歲） | 收視人数 （百萬） | DVR收視率 （18–49歲） | DVR收視人数 （百萬） | 總收視率 （18–49歲） | 總收視人数 （百萬） |
| -- | ----------------- | -------------- | ------------------ | ----------------- | --------------------- | -------------------- | -------------------- | ------------------- |
| 1  | Camp Redwood      | 2019年9月18日  | 1.0                | 2.13              | 待定                  | 待定                 | 待定                 | 待定                |
| 2  | Mr. Jingles       | 2019年9月25日  | 0.7                | 1.49              | 1.1                   | 2.42                 | 1.8                  | 3.92                |
| 3  | Slashdance        | 2019年10月2日  | 0.6                | 1.34              | 1.0                   | 2.09                 | 1.6                  | 3.44                |
| 4  | True Killers      | 2019年10月9日  | 0.6                | 1.29              | 1.0                   | 1.95                 | 1.6                  | 3.25                |
| 5  | Red Dawn          | 2019年10月16日 | 0.5                | 1.09              | 0.9                   | 1.87                 | 1.4                  | 2.96                |
| 6  | Episode 100       | 2019年10月23日 | 0.6                | 1.35              | 0.9                   | 1.90                 | 1.5                  | 3.26                |
| 7  | The Lady in White | 2019年10月30日 | 0.5                | 1.05              | 待定                  | 待定                 | 待定                 | 待定                |
| 8  | Rest in Pieces    | 2019年11月6日  | 0.5                | 1.05              | 待定                  | 待定                 | 待定                 | 待定                |
| 9  | Final Girl        | 2019年11月13日 | 0.5                | 1.08              | 待定                  | 待定                 | 待定                 | 待定                |

## 外部連結
- 官方网站
- 《《美國恐怖故事》》各集列表 来自互联网电影数据库
- 豆瓣电影上《美國恐怖故事：1984》的資料 （简体中文）